# Бивер (Западна Вирџинија)
Бивер (енгл. Beaver) насељено је место без административног статуса у америчкој савезној држави Западна Вирџинија.

## Демографија
По попису из 2010. године број становника је 1.308, што је 70 (-5,1%) становника мање него 2000. године.
| Група             | 2000.         | 2010.         |
| Белци             | 1.354 (98,3%) | 1.274 (97,4%) |
| Афроамериканци    | 1 (0,1%)      | 11 (0,8%)     |
| Азијати           | 13 (0,9%)     | 3 (0,2%)      |
| Хиспаноамериканци | 7 (0,5%)      | 12 (0,9%)     |
| Укупно            | 1.378         | 1.308         |